# Alberto María Candioti
Alberto María Candioti (Rosario, 28 de diciembre de 1889-Buenos Aires, 14 de agosto de 1968) fue un diplomático, escritor, pintor, y político argentino. Se desempeñó como embajador de su país en Colombia, México y Reino Unido, y diputado nacional por la Unión Cívica Radical.

## Biografía
Fue hijo de Amalia Fournier y Mariano Candioti. Estudió en Europa. Ingresó al servicio exterior argentino en 1912, donde trabajó en Chile hasta 1914. De 1914 a 1916 fue cónsul en Leópolis. De 1916 a 1920 fue cónsul en Berlín. En 1920 regresó a la Argentina. De 1920 a 1923 fue cónsul nuevamente en Berlín. En 1923 fue cónsul general en Bulgaria. En 1925 fue cónsul general en Italia. De 1927 a 1929 fue ministro plenipotenciario en el Líbano. De 1929 a 1935 fue ministro plenipotenciario en Yugoslavia y al mismo tiempo acreditado ante el gobierno de Grecia.
En 1935 fue ministro plenipotenciario en Ecuador y luego en Colombia, donde fue ascendido a embajador en 1939. Durante la Segunda Guerra Mundial, en 1941 se le había asignado la legación en el Imperio del Japón, pero el bloqueo marítimo en el frente del Pacífico no le permitió asumir las funciones. Entre 1942 y 1943 fue embajador en México. En ese último año deja la carrera diplomática por oposición al golpe de Estado del 4 de junio.
Fue elegido diputado nacional por la Unión Cívica Radical en 1946, renunciando en 1950. Integró el Bloque de los 44 y fue miembro de la Comisión de Asuntos Exteriores y Culto de la Cámara de Diputados. Fue encarcelado durante un año y ocho meses durante el peronismo por participar en la planificación de un Golpe de Estado por el cual se atacaría la residencia presidencial y otros edificios de interés gubernamental con camiones blindados y se asesinaría al presidente constitucional. Posteriormente regresó a la carrera diplomática, siendo de 1955 a 1958 embajador en el Reino Unido durante la Revolución Libertadora, renunciando nuevamente al servicio exterior en el gobierno de Arturo Frondizi.
Estudió arte en La Plata y Europa, firmando sus obras con el seudónimo Almaca Fournier Candioti. En 1962 realizó su primera muestra. Entre sus otras actividades, fue presidente de la Junta de Recuperación de las Islas Malvinas. En 1960 se opuso a la ratificación argentina del Tratado Antártico.
Sus archivos fueron donados al Archivo General de la Nación Argentina.

## Obras
- 1917: En la penumbra de la tarde. Berlín, Gehring y Reimers.[12]
- 1922: El pacifismo en la América Latina. Revista Nosotros, Buenos Aires.[12]
- 1923: Los postulantes. Buenos Aires, Editora Internacional.[12]
- 1923: Pettoruti: futurismo, cubismo, expresionismo, sintetismo, dadaísmo. Buenos Aires, Editora Internacional.[12]
- 1933: El jardín del amor. Buenos Aires, Gleizer (publicado también traducido al francés).[12]
- 1934: El Cofrecillo Esmaltado: poemas bizantinas en prosa. Buenos Aires, Albor.[12]
- 1940: El cadete de Orán. Bogotá, Imprenta del Estado Mayor General.[12]
- 1946: Camino Incierto. Buenos Aires, siglo XX.[12]
- 1954: Historia de la institución consular en la Antigüedad y en la Edad Media. Buenos Aires, Editora Internacional.[13]
- 1960: Nuestra Antártida no es tierra conquistada ni anexada. El Tratado Antártico no debe ratificarse. Buenos Aires.[10]
- 1960: El Tratado Antártico y nuestras fuerzas armadas. Buenos Aires.[10]
- 1961: El Tratado Antártico y el Derecho Público Argentino. Buenos Aires.[10]